# Contea di Marshall (Illinois)
La contea di Marshall ( in inglese Marshall County ) è una contea dello Stato dell'Illinois, negli Stati Uniti. La popolazione al censimento del 2000 era di 13 180 abitanti. Il capoluogo di contea è Lacon.